# Vincenzo Dorsa
Vincenzo Dorsa (Frascineto, 26 febbraio 1823 – Cosenza, 4 dicembre 1885) è stato uno scrittore italiano di origine arbëreshë.

## Biografia
Nato da Francesco Dorsa e Vittoria Bellusci, di famiglia liberale, antiborbonica e di origine albanese, studiò al Collegio italo-albanese di Sant'Adriano per poi passare nel 1840 al Collegio di Propaganda Fide di Roma lasciandolo un anno più tardi. Sacerdote di rito greco senza aver mai esercitato la missione, insegnò latino e greco al Liceo "Telesio" di Cosenza.
Collaborò alle pubblicazioni de Il Calabrese e de Il Calabrese Rigenerato, partecipando, con altri giovani intellettuali, al dibattito culturale con una posizione che portava alla riscoperta di Vico, studioso delle tradizioni popolari della Calabria e della cultura albanese e prolifico scrittore. Il suo libro su "La tradizione greco latina nei dialetti della Calabria Citeriore", uscito nel 1876, fu tradotto in tedesco l'anno successivo e ristampato nel 1884.
Tra i suoi libri anche "Il Vangelo di San Matteo tradotto dal greco nel dialetto calabro albanese", pubblicato a Londra nel 1847.
Morì a 62 anni a Cosenza.

## Opere
- Sulla poesia albanese, "Il Calabrese", 30 giugno 1844.
  - Consultabile online in Ungra - Sito arbëresh di Lungro (Cosenza).
- Le nozze albanesi, "Il Calabrese", 30 novembre - 5 dicembre 1844.
  - Consultabile online in Frascineto-Eianina: Documenti Storici. Estratti di stampa antica riguardante Frascineto, Eianina ed altri paesi albanesi della Calabria a cura di Alicia Bodily.
- Su gli Albanesi: ricerche e pensieri, Napoli, Tip. Trani, 1847
- Il Vangelo di San Matteo tradotto dal greco nel dialetto calabro abanese, Londra, 1847
  - Consultabile online in Google Books.
  - Ripr. facs., Cosenza, Brenner, 1985.
- Studi etimologici della lingua albanese, Cosenza, Tip. Migliaccio, 1862.
- La tradizione greco latina nei dialetti della Calabria Citeriore, Cosenza, Tip. Migliaccio, 1876 (tradotto in tedesco e ristampato nel 1884)